# Agrippa Silvius
Agrippa Silvius ist in der römischen Mythologie ein Nachkomme von Aeneas und zehnter König von Alba Longa.
Sein Vorgänger war Tiberinus Silvius.
Er regierte 41 Jahre lang. Legt man die von Dionysios von Halikarnassos angegebenen Regierungszeiten mit einer Rückrechnung vom traditionellen Jahr der Gründung Roms zugrunde, so entspricht das den Jahren 916 bis 875 v. Chr.
Sein Nachfolger war Romulus Silvius.
Man geht davon aus, dass bei Redaktion der Königslisten in augusteischer Zeit dieser Königsname eingefügt wurde, um Marcus Vipsanius Agrippa, dem Freund und Feldherrn des Augustus, zu schmeicheln.
In der Königsliste des Titus Livius sind Agrippa und Romulus Silvius der 11. bzw. 12. König von Alba Longa.
An entsprechender Position in der Liste in den Fasti des Ovid erscheinen Agrippas und Remulus, wobei Remulus mit Augustus selbst zu identifizieren ist. Um Augustus aber vor Agrippa den Vortritt zu geben vertauschte Ovid in den Metamorphosen die Reihenfolge der beiden Könige und nennt dort Remulus gefolgt von Acrota, wobei Acrota ein Kosename von Agrippa gewesen sein soll.